# Julien Pouchois
Julien Pouchois (Lyon, 10 de diciembre de 1888-Levallois-Perret, 6 de junio de 1955) fue un deportista francés que compitió en ciclismo en la modalidad de pista. Ganó una medalla de bronce en el Campeonato Mundial de Ciclismo en Pista de 1911, en la prueba de velocidad individual.

## Medallero internacional
| Campeonato Mundial | Campeonato Mundial | Campeonato Mundial | Campeonato Mundial       |
| Año                | Lugar              | Medalla            | Competición              |
| ------------------ | ------------------ | ------------------ | ------------------------ |
| 1911               | Roma (Italia)      | Medalla de bronce  | Velocidad individual (P) |